# Dekanat Jičín
Dekanat Jičín – jeden z 14 dekanatów diecezji hradeckiej w Czechach. W jego skład wchodzi 11 parafii. 

## Lista parafii
| Lp. | Miejscowość          | Parafia                                     |
| --- | -------------------- | ------------------------------------------- |
| 1   | Hořice v Podkrkonoší | Parafia Narodzenia Najświętszej Maryi Panny |
| 2   | Chomutice u Hořic    | Parafia św. Dionizego                       |
| 3   | Jičín                | Parafia św. Jakuba Starszego Apostoła       |
| 4   | Kopidlno             | Parafia św. Jakuba Starszego Apostoła       |
| 5   | Lázně Bělohrad       | Parafia Wszystkich Świętych                 |
| 6   | Nová Paka            | Parafia św. Mikołaja                        |
| 7   | Ohnišťany            | Parafia św. Wacława                         |
| 8   | Pecka                | Parafia św. Bartłomieja                     |
| 9   | Smidary              | Parafia św. Stanisława                      |
| 10  | Vysoké Veselí        | Parafia św. Mikołaja z Tolentino            |
| 11  | Železnice            | Parafia św. Idziego                         |